# (23001) 1999 VS89
1999 في أس 89 (ويعرف أيضًا باسم (23001) 1999 في أس 89 وفق تسمية الكوكب الصغير) (بالإنجليزية: 1999 VS89)‏ هو كويكب ضمن حزام الكويكبات؛ وترتيبه 23001 من حيث الاكتشاف.
اكتُشف هذا الجُرم الفلكي بواسطة بحث لنكولن عن الكويكبات القريبة من الأرض في 5 نوفمبر 1999.

## وصلات خارجية
- (23001) 1999 VS89 في قاعدة بيانات مختبر الدفع النفاث لأجرام النظام الشمسي الصغيرة

- الاكتشاف · مخطط المدار ·  العناصر المدارية · المعلمات المادية

- (23001) 1999 VS89 على موقع ويكي سكاي: DSS2, SDSS, GALEX, IRAS, Hydrogen α, X-Ray, Astrophoto, Sky Map, Articles and images